# Nolwenn Leroy
Nolwenn Leroy, all'anagrafe Nolwenn Le Magueresse (Saint-Renan, 28 settembre 1982), è una cantante, cantautrice e attrice francese.
Dal suo debutto nel 2003, ha pubblicato 8 album in studio, 2 dal vivo e ha avuto 2 singoli al primo posto (Cassé e Nolwenn Ohwo!).

## Biografia

### Infanzia e adolescenza
Nolwenn Leroy è la figlia dell'ex calciatore Jean-Luc Le Magueresse e di Muriel Leroy. Trascorre i suoi primi anni tra la Bretagna, l'Île-de-France e il Nord-Pas-de-Calais, a causa dei traslochi familiari. All'età di 11 anni, dopo il divorzio dai suoi genitori, resta a vivere con sua madre e sua sorella Kay a Saint-Yorre. Continua i propri studi al Collegio dei Celestini a Vichy, e impara a suonare il violino.
Nel luglio 1998, si trasferisce per un anno a Cincinnati, nell'Ohio, grazie ad un programma di scambi internazionali del Rotary Club. Al suo ritorno in Francia, decide di seguire dei corsi di canto lirico al conservatorio di Vichy, al fine di perfezionarsi.
Nel 2001, si iscrive all'università Clermont-Ferrand, facoltà di Diritto, con l'intenzione di seguire una carriera diplomatica nell'ONU o in una organizzazione non governativa, nel caso che non fosse riuscita a intraprendere una carriera nella canzone.

### Carriera

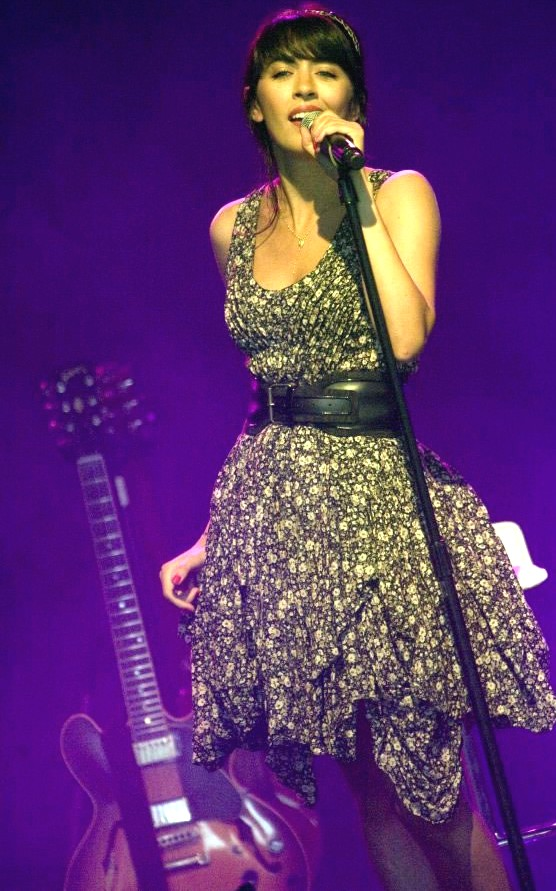
Nolwenn Leroy nel 2010

Assistendo alla trasmissione televisiva Star Academy (format simile all'italiano X-Factor), rimane affascinata dall'insegnante di canto Armande Altaï, e decide di iscriversi alla sua scuola. Durante un periodo di più di 6 mesi, segue i suoi corsi di canto a Parigi, e viene in seguito selezionata per partecipare alla seconda stagione dello stesso programma, che la vedrà infine vincente.
Il 4 marzo 2003, esce il suo primo album intitolato semplicemente Nolwenn, al quale partecipano cantanti come Pascal Obispo, Lara Fabian, Laurent Voulzy, Lionel Florence e Daniel Lavoie. L'album è stato classificato al primo posto nelle vendite in Francia e Belgio, e viene certificato doppio disco di platino per più di 600 000 copie vendute, grazie soprattutto ai singoli Cassé (classificato al primo posto), Une femme cachée, Suivre une étoile e Inévitablement. Nello stesso anno si aggiudica il NRJ Music Awards come Rivelazione Francofona, intraprendendo una tournée attraverso la Francia, il Belgio e la Svizzera.
Il suo secondo album, Histoires naturelles, prodotto da Laurent Voulzy e Franck Eulry, esce il 5 dicembre 2005. Classificato al terzo posto nella Top 50 degli album in Francia, viene certificato disco di platino per aver venduto più di 400 000 copie. Il primo singolo Nolwenn Ohwo !, firmato Alain Souchon/Laurent Voulzy, entra direttamente al primo posto nelle vendite dei singoli. Per la prima volta, scrive la metà dei testi dell'album. Dopo una nuova tournée di 4 mesi nei teatri di Francia e Belgio, dei quali alcuni giorni all'Olympia oltre che a qualche festival, pubblica il suo primo CD e DVD live Histoires Naturelles Tour il 27 ottobre 2007. Il CD vende più di 30 000 copie e il DVD viene certificato DVD d'Oro.
Il 7 dicembre 2009, esce il suo terzo album, Le Cheshire Cat et moi, del quale ha supervisionato la realizzazione con il cantante faroese Teitur Lassen. Annunciato dal singolo Faut-il, faut-il pas ?, l'album entra alla 26ª posizione nella classifica di vendite in Francia e sarà certificato disco d'oro con 50.000 vendite. Tra acustica e jazz, più personale e molto intimista, l'album venderà di meno rispetto agli altri.
Un quarto album, Bretonne, è uscito il 6 dicembre 2010, comprende più canzoni tradizionali celtiche in diverse lingue (francese, bretone, irlandese e inglese). L'album è stato classificato al primo posto nelle vendite, certificato doppio disco di diamante per più di 1 000 000 copie vendute. Nel 2011 ha inizio il Bretonne Tour con più di 100 date, che prevede tappe in Francia, Belgio, Svizzera e Germania.
Il 26 novembre 2012, esce il suo quinto album, Ô Filles de l'eau, diretto da produttore inglese Jon Kelly e anticipato dal singolo inedito Juste pour me souvenir. L'album è certificato triplo disco di platino tre mesi dopo la sua uscita.
Il 13 maggio 2017, esce il primo singolo Gemme, estratto dal suo sesto album imminente prodotto da Jamie Ellis.

## Vita privata
Dal 2008 è compagna del tennista Arnaud Clément.

## Discografia

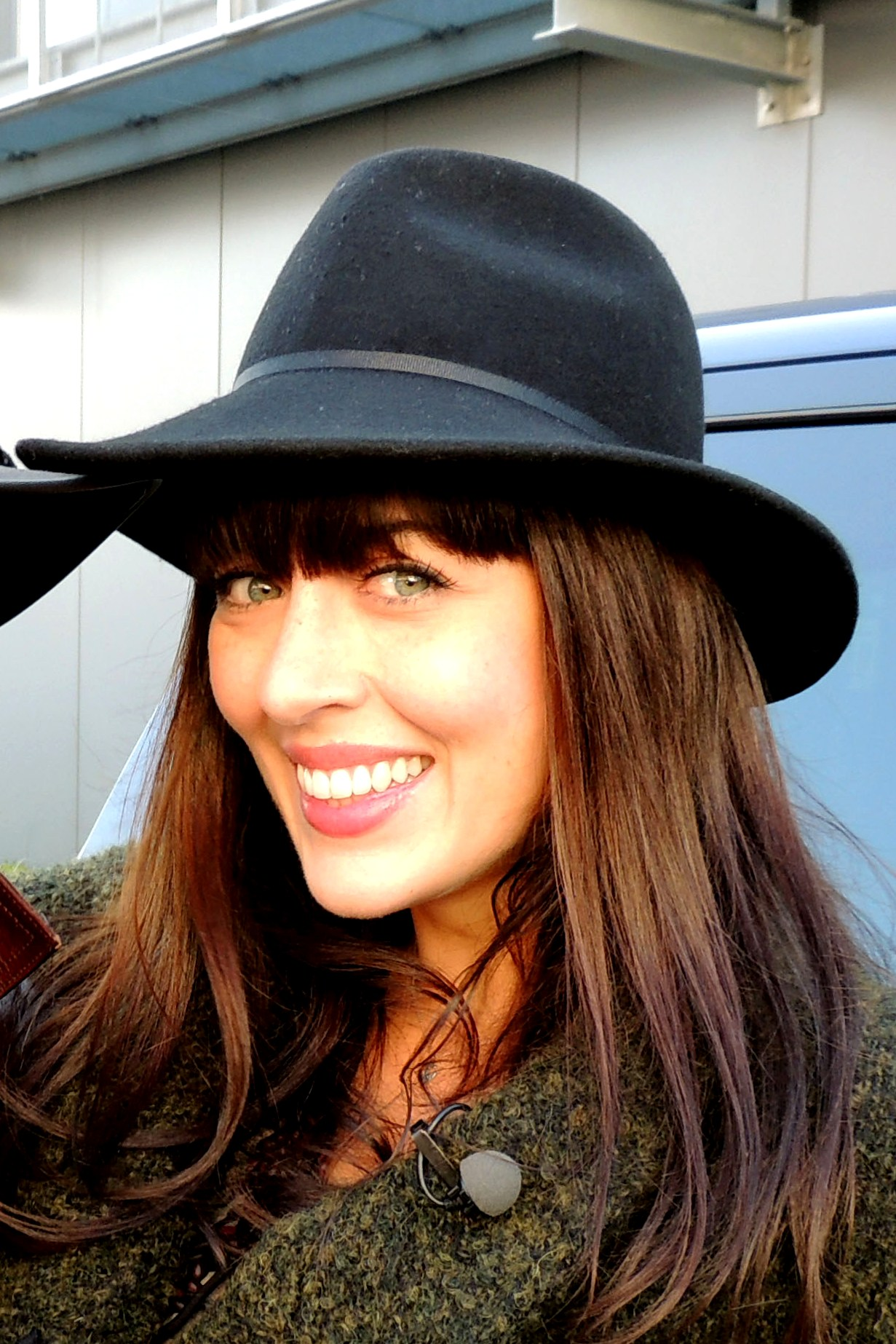
Nolwenn Leroy nel 2013

### Album studio
- 2003 : Nolwenn
- 2005 : Histoires Naturelles
- 2009 : Le Cheshire Cat et moi
- 2010 : Bretonne
- 2012 : Ô Filles de l'eau
- 2017 : Gemme
- 2018 : Folk
- 2021 : La Cavale

### Album live / DVD
- 2007 : Histoires Naturelles Tour
- 2014 : Ô Tour de l'eau

### Singoli (lista parziale)
- 2003 : Cassé
- 2003 : Une femme cachée
- 2003 : Suivre une étoile
- 2004 : Inévitablement
- 2004 : Le dernier mot (uscito solo in Canada)
- 2005 : Nolwenn Ohwo !
- 2006 : Histoire naturelle
- 2006 : Mon Ange
- 2006 : J'aimais tant l'aimer
- 2007 : Reste encore
- 2009 : Faut-il, faut-il pas ?
- 2010 : Textile schizophrénie
- 2010 : Suite Sudarmoricaine
- 2010 : Mná na h-Éireann (Women of Ireland)
- 2010 : La Jument de Michao
- 2011 : Tri Martolod
- 2011 : Brest
- 2012 : Moonlight Shadow
- 2012 : Juste pour me souvenir
- 2013 : Sixième Continent
- 2013 : J'ai volé le lit de la mer
- 2014 : Ophélia
- 2017 : Gemme
- 2017 : Trace ton chemin
- 2021 : Brésil, Finistère
- 2021 : Loin

### Video musicali
| Anno | Titolo                              |
| ---- | ----------------------------------- |
| 2003 | Cassé                               |
| 2003 | Une femme cachée                    |
| 2003 | Suivre une étoile                   |
| 2004 | Inévitablement                      |
| 2004 | Le dernier mot                      |
| 2005 | Nolwenn Ohwo !                      |
| 2006 | Histoire Naturelle                  |
| 2006 | Mon Ange                            |
| 2009 | Faut-il, faut-il pas ?              |
| 2010 | Mná na h-Éireann (Women of Ireland) |
| 2010 | La Jument de Michao                 |
| 2011 | Tri Martolod                        |
| 2012 | Juste pour me souvenir              |
| 2013 | Sixième continent                   |
| 2017 | Gemme                               |
| 2021 | Brésil, Finistère                   |

### Colonne sonore
- 2014 : Le Chant de la mer / Song of the Sea (La canzone del mare)

## Filmografia

### Attrice
- 2021 : Capitaine Marleau (serie TV, 1 episodio) : Déborah
- 2024 : Brocéliande (miniserie, 6 episodi) : Fanny Legoff
- 2026 : Été 36 (miniserie, 6 episodi)

### Doppiatrice
- 2012 : Les Cinq Légendes (Le 5 leggende) : voce francese di Dentolina
- 2014 : Le Chant de la mer (La canzone del mare) : voce francese di Bronagh